# Marcin Łoś
Marcin Łoś herbu Dąbrowa (zm. w 1773 roku) – podsędek lwowski w latach 1748-1772, wojski lwowski w latach 1738-1748, podstoli kamieniecki w latach 1731-1738, regent grodzki lwowski w latach 1727-1748, sędzia kapturowy ziemi lwowskiej w 1764 roku.